# 花园乡 (东至县)
花园乡，是中华人民共和国安徽省池州市东至县下辖的一个乡镇级行政单位。2009年以前称花园里乡。

## 行政区划
花园乡下辖以下地区：
花园村、新塘村、栗埠村、合步村、祠村、胡村、南溪村、桃源村、双河村、南安村、老屋村和源口村。

## 中国传统村落
2012年，南溪古寨被评为首批“中国传统村落”。